# بیمارستان ۵۷۸ ارتش اهواز
بیمارستان ۵۷۸ شهید منفرد نیاکی ارتش  اهواز واقع در استان خوزستان، شهرستان اهواز بیمارستانی است نظامی و درمانی و وابسته به ارتش جمهوری اسلامی ایران با ۱۰۰ تخت ثابت که در سال ۱۳۴۳ در کنار پادگان لشکر ۹۲ زرهی با یک ساختمان قدیمی تأسیس گردید؛ و در سال ۹۶ به ساختمان جدید با امکانات پیشرفته تری در همان مکان منتقل شد. و دارای بخش‌های اورژانس، داخلی، جراحی، اتاق عمل و کلیه واحدهای پاراکلینیک و درمانگاهی می‌باشد.